# Józef Grabarek
Józef Hubert Grabarek (ur. 26 marca 1948 w Pleszewie, zm. 31 marca 2021 w Szubinie) – polski językoznawca, profesor nauk humanistycznych.

## Życiorys
Syn Huberta i Józefy. Obronił pracę doktorską, 26 kwietnia 1993 habilitował się na Uniwersytecie Wrocławskim, na podstawie rozprawy zatytułowanej Indikatoren des Grundes im deutschen und polnischen einfachen Satz. Eine konfrontative Studie. 22 kwietnia 2016 nadano mu tytuł profesora w zakresie nauk humanistycznych. Został zatrudniony na stanowisku profesora na Uniwersytecie Gdańskim w Instytucie Neofilologii i Lingwistyki Stosowanej na Wydziale Filologicznym w powołanym z jego inicjatywy w 2009 Zakładzie Językoznawstwa Stosowanego i Translatoryki (od 2016 Instytucie Lingwistyki Stosowanej i Traslatoryki), a także na Wydziale Humanistycznym Uniwersytetu Kazimierza Wielkiego, w Wyższej Szkole Biznesu w Pile oraz w Katedrze Filologii Wszechnicy Mazurskiej w Olecku.
Był profesorem nadzwyczajnym w Instytucie Skandynawistyki i Lingwistyki Stosowanej na Wydziale Filologicznym Uniwersytetu Gdańskiego i w Katedrze Filologii Germańskiej na Wydziale Filologicznym Uniwersytetu Mikołaja Kopernika w Toruniu. Piastował stanowisko profesora zwyczajnego w Kujawsko-Pomorskiej Szkole Wyższej w Bydgoszczy, a także w Instytucie Filologii Germańskiej na Wydziale Filologicznym Uniwersytetu Gdańskiego.
W 2000 został odznaczony Złotym Krzyżem Zasługi.
Pochowany 7 kwietnia 2021 na cmentarzu komunalnym przy ul. Wiślanej w Bydgoszczy.